# Badistica simpsoni
Badistica simpsoni är en insektsart som beskrevs av Willy Adolf Theodor Ramme 1929. Badistica simpsoni ingår i släktet Badistica och familjen gräshoppor. Inga underarter finns listade i Catalogue of Life.